# Периньон, Катарин Доминик
Катарин-Доминик Периньон (фр. Catherine-Dominique de Pérignon; 31 мая 1754 — 25 декабря 1818, Париж) — один из «почётных» маршалов Наполеона I, сделавший себе имя в битвах революционной Франции за независимость. В военных кампаниях Первой Империи не участвовал, занимаясь политикой.

## Биография
Происходил из состоятельной семьи из Лангедока. Получил хорошее военное образование в Тулузе.
В 1769 году получил звание младшего лейтенанта в корпусе королевских гренадеров Гиени. В 1770 году становится помощником графа Прейсак (фр. Preissac). В 1781 году после эдикта Сегюра (фр. Édit de Ségur), препятствовавшего продвижению недворян по военной карьере, Периньон уходит в отставку. Возвращается в свой родной город, где в 1786 году женится.
С энтузиазмом воспринял Французскую революцию 1789 года. Возвращается к активной деятельности в 1791 году, когда избирается в Законодательное собрание от департамента Верхняя Гаронна. Здесь занимался вопросами организации армии.
В 1792 году в звании подполковника зачисляется в Пиренейскую армию (фр. Armée des Pyrénées orientales). В 1793 году отличился в битвах при Тюир (фр. Thuir) и Мас-де-Серр (фр. Mas-de-Serre). За это получает звание полковника. В том же году отличился в битве при Пейреторт (фр. Peyrestortes). После этого становится бригадным генералом. Ещё через 2 месяца получает звание дивизионного генерала. Участвовал в обороне Перпиньяна, в сражениях при Ла-Жункера, Сан-Люренс-да-ла-Муга (кат. Sant Llorenç de la Muga) и Эскола (фр. Escola).
В 1795 году избирается в Совет пятисот. В том же году назначается послом в Испании, где ведёт переговоры по заключению мира. Наконец в 1796 году заключается выгодный для Франции Договор в Сан-Ильдефонсо. В 1797 году возвращается в Париж. После переворота 18 фрюктидора как подозреваемого в приверженности роялистам его отстранили от всех должностей.
Периньон вернулся к политике только в 1799 году. Тогда вошёл в состав Итальянской армии, воевал сначала в Лигурии. Участвовал в битве при Нови, в которой французская армия потерпела поражение от русско-австрийской армии, а Периньон попал в плен.
В 1800 году возвращается во Францию, где в 1801 году назначается вице-президентом Сената. На этом посту ведёт переговоры с Испанией по решению спорных вопросов.
После объявления Наполеон Бонапарта императором последний в 1804 году предоставил Периньону звание маршала. В течение 1804—1805 годов получает высшие ступени ордена Почетного легиона. В 1806 году становится губернатором Пармы, а в 1808 году — военным губернатором Неаполитанского королевства. В том же году получает титул графа Империи.
В дальнейшем находился на службе у Мюрата. В Неаполе Периньон оставался до 1813 года, когда король Иоахим Мюрат бежал из королевства.
После отречения в 1814 году Наполеона I Периньон поддержал Людовика XVIII. На службе у последнего сделал хорошую карьеру — получив орден Святого Людовика, звание генерал-лейтенанта королевства, возглавив Комиссию для проверки права собственности бывших офицеров армии эмигрантов, становится пэром Франции. В 1815 году возглавлял 10 военный округ. На этой должности пытался противодействовать Наполеону во время Ста дней, впрочем бесполезно. За это Наполеон I лишил Периньон звания маршала и титулов.
По возвращении Бурбонов был восстановлением во всех званиях и титулах. В 1815 году принимал участие в суде над маршалом Неем, где голосовал за казнь. В 1816 году назначается военным губернатором Парижа, в 1817 году получает титул маркиза.
Умер 25 декабря 1818 года. Похоронен на кладбище Пер-Лашез.
Именем Периньона названа одна из улиц Парижа — rue Pérignon.

### Награды
- Орден Почётного легиона, большой орёл (2.02.1805)
- Орден Почётного легиона, великий офицер (14.06.1804)
- Орден Почётного легиона, легионер (2.10.1803)
- Орден Святого Людовика, большой крест (24.08.1817)
- Орден Святого Людовика, командор (3.05.1816)
- Орден Святого Людовика, кавалер (1.06.1814)
- Королевский орден Обеих Сицилий, большой крест (Неаполитанское королевство)

## Образ в кино
- «Наполеон: путь к вершине» (Франция, Италия, 1955) — актёр Pierre Would